# Regió Volta
Volta és una de les 10 regions de Ghana. Està situada al sud-est de Ghana, la majoria a l'est del llac Volta. La regió Volta havia format part de la Togolàndia alemanya fins que, després de la Primera Guerra Mundial va passar a formar part de la Togolàndia britànica, a diferència de l'actual Togo, que passà a formar part de l'imperi colonial francès. La seva superfície és de 20.570 km² (5a. regió de Ghana) i segons el cens de 2010 té una població de 2.118.252 habitants (7a. regió de Ghana per nombre d'habitants). La seva densitat de població és de 100 habitants per quilòmetre quadrat. La seva capital és la ciutat de Ho. Els ewes són el grup ètnic més nombrós de la regió, seguit pels guans i els àkans.

## Geografia

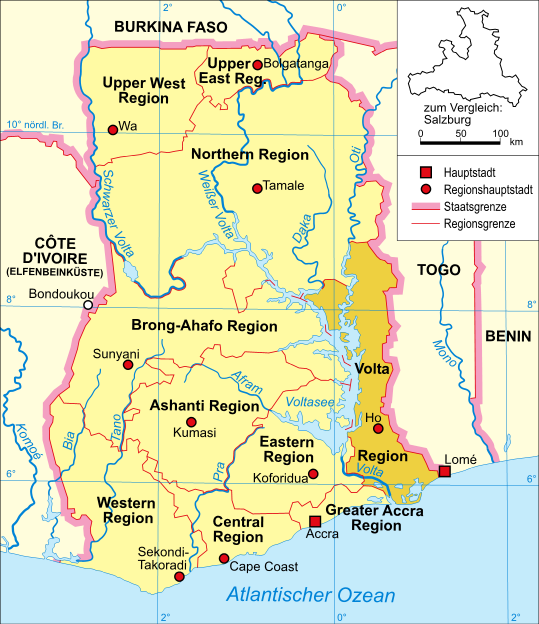
Regió Volta a Ghana

Volta és la cinquena regió de Ghana per extensió i té una superfície de 20.570 km². La regió Volta limita amb Togo a l'est, amb el golf de Guinea al sud, amb les regions del Gran Accra, l'Oriental i de Brong-Ahafo a l'oest i amb la regió Septentrional al nord i nord-oest. Segons el cens de 2010 la regió Volta tenia 2.008.900 habitants.

### Districtes

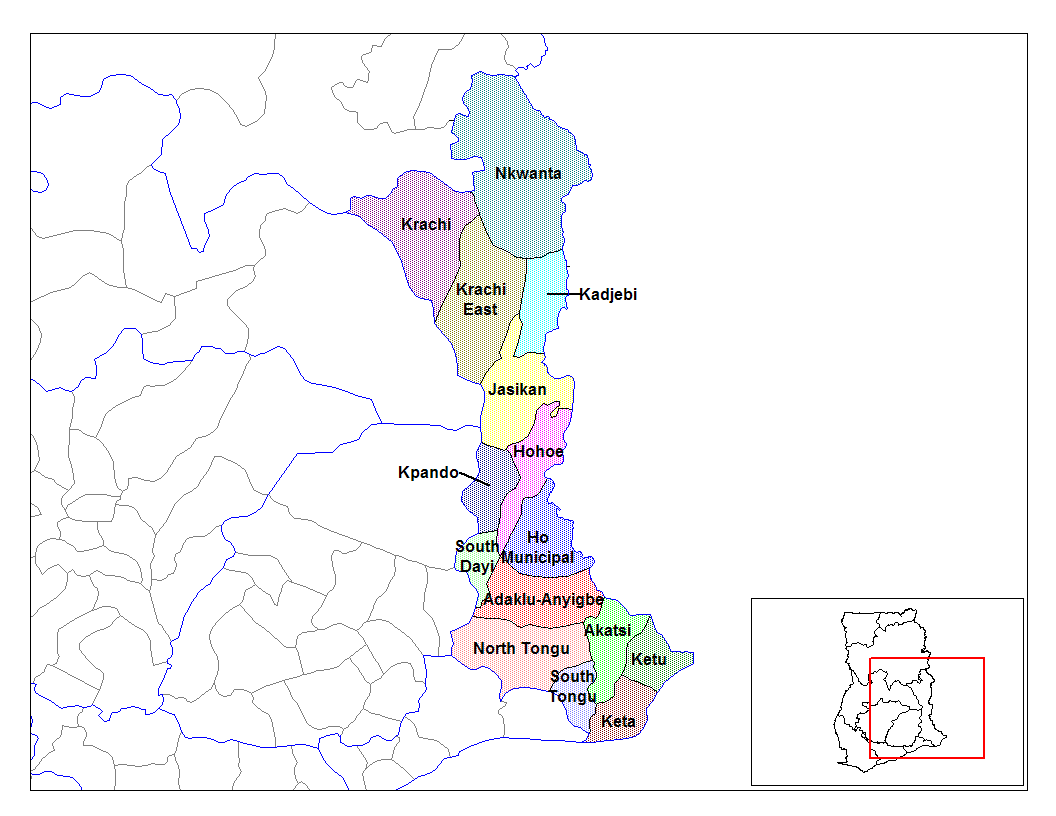
Districtes de la regió Volta

Els districtes de la regió Volta són:
- Adaklu - 64.404 habitants. 13.109 propietaris de cases. 57.607 viuen en un entorn rural i 6.797 en un entorn rural.
- Afadzato Meridional
- Agotime Ziope
- Akatsi Septentrional
- Akatsi Meridional - 128.461 habitants els dos districtes d'Akatsi junts.
- Biakoye - 65.901 h, 15.226 propietaris. 43.528 viuen en un entorn rural i 22.373 en ciutats.
- Tongu Central
- Ho- 271.881 h, 73.703 propietaris. 120.349 viuen a ciutats i 151.532 en un entorn rural.
- Ho Occidental
- Hohoe - 262.046 h, 65.858 propietaris. 156.434 viuen en un entorn rural i 105.612 en ciutats.
- Jasikan - 59.303 h, 14.034 propietaris. 42.839 viuen en un entorn rural i 16.342 en ciutats.
- Kadjebi - 59.303 h, 13.303 propietaris. 43.621 viuen en un entorn rural i 15.682 en ciutats.
- Keta - 147.618 h. 37.705 propietaris de llar. 78.699 viuen en el món urbà i 68.919 viuen en un entorn rural.
- Ketu Meridional - 160.756 h. 39.119 propietaris. 85.922 viuen en un entorn rural i 85.922 en el món urbà.
- Ketu Septentrional - 99.913 h. 26.437 propietaris. 65.717 viuen en un entorn rural i 34.196 en el món urbà.
- Kpando - 93.649 h, 23.669 propietaris. 64.091 viuen en un entorn rural i 29.558 en ciutats.
- Krachi Oriental - 116.804 h, 22.289 propietaris. 84.404 viuen en un entorn rural i 32.400 en ciutats.
- Krachi Nchumuru
- Krachi Occidental - 122.105 h, 21.824 propietaris. 98.211 viuen en un entorn rural i 23.894 viuen en ciutats.
- Nkwanta Septentrional - 64.553 h, 9.989 propietaris. 46.426 viuen en un entorn rural i 18.127 en ciutats.
- Nkwanta Meridional - 117.878 h, 22.733 propietaris. 87.732 viuen en un entorn rural i 30.146 viuen en ciutats.
- Dayi Septentrional
- Tongu Septentrional - 149.188 h, 31.573 propietaris. 105.778 viuen en un entorn rural i 43.410 viuen en el món urbà.
- Dayi Meridional - 46.661 h, 10.761 propietaris. 28.539 viuen en un entorn rural i 18.122 a les ciutats.
- Tongu Meridional - 87.950 habitants, 20.509 propietaris de cases. 76.640 viuen en un entorn rural i 11.310 en un urbà.

### Grups ètnics i llengües
Els ewes són el grup ètnic majoritari a la regió Volta. El 201 n'hi havia 1.482.180. Aquests estan seguits per ordre d'importància numèrica dels gurmes (227.282), dels guans (162.981), dels àkans (55.736), dels ga-dangmes (31.130) i dels mole-dagbanis (9.473). Altres grups ètnics que hi són present de manera poc significativa són els grusis (2.214), els mandes (1591) i hi ha 36.313 persones que es consideren d'altres grups ètnics. Gairebé la meitat dels 3.323.072 d'ewes que viuen a Ghana ho fan a la regió Volta.
- Els adeles, que parlen la llengua adele, viuen al nord de la regió, a la frontera amb Togo.[4]
- Els akpafus, que tenen com a llengua pròpia el siwu, viuen al nord de la ciutat de Hohoé, al centre de la regió.
- Els buems, que tenen com a llengua pròpia el lelemi, tenen el seu territori al districte de Jakisan.
- L'adangme, llengua ga-dangme que parlen els adangmes, viuen al sud-oest de la regió, al curs baix del riu Volta, a la zona de Mafi Kumase.[5]
- Chumburung, llengua guang que parlen els nchumburus i els yejis al districte de Krachi.[6]
- El Gikyode és una llengua guang septentrional que parlen els akyodes al nord-est de la regió, al districte de Nkwanta Meridional.[7]
- El krache és una llengua guang septentrional que parlen els kraches a la zona septentrional del llac Volta.[8]
- El nawuri és una llengua guang septentrional que parlen els nawuris a la riba del riu Oti al nord-est de Katiajeli.[9]
- El nkonya és una llengua guang septentrional que parlen els nkonyes al districte de Jasikan.[10]
- El gua és la llengua que parlen els guans a l'est de la presa del llac Volta.[11]
- L'avatime és una llengua kwa que parlen els avatimes a la zona al voltant del poble d'Amedzofe.[12]
- El nyangbo és una llengua kwa oriental que parlen els nyangbos, veïns dels avatimes.
- El tafi és la llengua materna dels tafi que són veïns dels avatimes i els nyangbos, que tenen llengües del mateix grup lingüístic.[13]
- L'animere és una llengua en perill d'extinció que és pròpia dels animeres, un petit grup èntic que viu entre el llac Volta i Togo.[14]
- El sekpele és la llengua materna dels sekpeles, que viuen a la frontera amb Togo, al nord-est de Hohoé.[15]
- El selee és la llengua materna dels santrokofis, que viuen a l'oest de la ciutat de Hohoé.[16]
- A mig camí entre Ho i Hohoé hi ha el territori dels logbes, que tenen com a llengua materna el logba.[17]
- Els kwawus tenen el seu territori històric a la Regió Oriental i parlen el dialecte de l'àkan, el kwawu.[18]

## Història

Togolàndia tal com fou repartida el 1918: en verd la part britànica i en lila la part francesa.

Excepte la seva zona més septentrional, la majoria de la regió Volta fou part de la colònia alemanya de Togolàndia. La seva zona costanera fou colonitzada primer pels danesos, abans de formar part de la colònia britànica de la Costa de l'Or. Després de la Primera Guerra Mundial, la Togolàndia fou partida entre la zona de Protectorat Francès (Togo) i la zona de Protectorat Britànic (regió Volta), sota la supervisió del Consell de la Lliga de les Nacions. El protectorat britànic de Togolànida fou administrat pel Governador de Trans-Volta Togo (TVT), que posteriorment s'anomenà Regió Volta. Aquest governador estava sota el control del Governador de la Costa de l'Or. El 1954 un enviat de les Nacions Unides va recomanar que es fes unes eleccions per si la gent del territori es volien integrar o separar de la Costa de l'Or.

### Congrés de Togolàndia i Plebiscit de 1956
El Congrés de Togolàndia (TCP) fou un partit polític que es va formar el 1951 i que va fer campanya a favor de la unificació del poble ewe que vivien a la Togolàndia Britànica i a la Togolàndia Francesa per a formar un estat independent. Durant el plebiscit de 1956, aquest partit fou derrotat quan la població va decidir la unificació de la Togolàndia britànica amb Akanlàndia (el sud de l'actual Ghana) i el regne de Dagbon (nord de l'actual Ghana) per a crear l'estat actual de Ghana. Com a resultat, els ewes foren dividits en dos estats. El 58% dels habitants de la Togolàndia britànica van votar a favor d'unir-se amb Akanlàndia i Dagbon.

### Independència de Ghana
El 1857 Ghana va obtenir la independència. El seu territori ocupava la Togolàndia britànica, Akanlàndia i el regne de Dagbon, tot i que una part de la població de la regió Volta hi estava en contra. Després de la independència l'estat ghanès va aprovar la integració de la zona del Trans Volta que es va passar a dir Regió Volta i va procedir a descentralitzar el poder creant un Consell Regional i Assemblees de Districte.

## Economia
El sector agrícola és el sector més important en tots els districtes de la regió excepte a Keta, a on la pesca és la indústria principal.

### Treball
A la regió hi ha un índex de desocupació elevat que s'explica, en part per la caiguda de la indústria del cacau, de la que es culpa a la construcció de la presa d'Akosombo.
El 72,4% dels més grans de 15 anys són població activa. De la població activa, el 92,3% estan ocupats i el 7,7% estan a l'atur.
Dels 888.271 treballadors de la regió Volta, 444.012 treballen a l'agricultura, 125.749 treballen a la indústria, 125.134 treballen al comerç al detall i a l'automoció, 37.345 treballen en el sector hoteler i de restauració, 34.276 treballen en l'educació i 30.911 treballen en altres serveis i activitats. Totes les altres ocupacions tenen menys de 30.000 treballadors.
La gran majoria dels treballadors, 804.294 el 2010 estaven ocupats en el sector privat informal, 53.911 eren funcionaris, 25.730 formaven part del sector privat formal i 3.374 treballaven per ONGs locals i internacionals.

#### Treball infantil
Segons el cens del 2000 un 14,2% dels nens entre 7 i 14 anys treballen en activitats econòmiques. El districte amb més percentatge de nens treballadors és Nkwanta, a on hi treballen el 39,1%.

### Turisme

#### Museus
- Museu regional de Volta

#### Muntanyes
- Mont Afadjato
- Mont Adaklu

#### Cascades
- Cascades Wli
- Cascades Tagbo
- Cascades Kpoeta

## Cultura

### Religió
653.560 persones de la regió Volta són pentecostals, 455.352 són protestants, 372.695 són catòlics, 297.699 creuen en religions africanes tradicionals, 151.251 pertanyen a altres religions cristianes, 139.688 es consideren no religiosos, 212.062 són musulmans i 16.945 pertanyen a altres religions.

### Educació
Només el 24% dels pobles de la regió tenen escoles primàries. Els districtes que en tenen menys són els d'Akatsi i els de Ketu. A Krachi només tenen el 44,2% de les escoles a 5 km de cadascun dels pobles, mentre que a Kadjebi hi tenen escoles a aquesta distància el 83,6% dels pobles.
703.611 persones majors de 15 anys van acudir a l'escola. D'aquests, 159.855 van acabar els estudis primaris, 200.000 van acabar estudis mitjans i 21.322 van acabar estudis secundaris. Només 8.977 tenen el grau de batxiller i 1.631 tenen diplomes superiors universitaris (màsters, doctorats).
Dels 1.492.538 habitants major de 10 anys de la regió Volta, 396.919 són analfabets i 1.096.453 estan alfabetitzats. D'aquests, 737.413 ho estan en anglès i llengua nacional, 179.162 ho estan només en llengua ghaniana i 161.847 ho estan només en anglès. A més a més, més de 15.000 també estan alfabetitzats en francès. De les 1.305.427 persones majors de 14 anys, hi ha 382.159 analfabets i 923.268 albabetitzats. D'aquests últims, 635.920 ho estan en anglès i en llengua nacional, 152.980 ho estan només en llengua nacional i 118.141 només ho estan en anglès. Més de 16.000 també estan alfabetitzats en francès.

## Personatges notables
| Ciutadans notables de la regió Volta | Ciutadans notables de la regió Volta | Ciutadans notables de la regió Volta |
| #                                    | Ciutadà                              | Ocupació                             |
| ------------------------------------ | ------------------------------------ | ------------------------------------ |
| 1                                    | Erica Nego                           | Model i empresària                   |
| 2                                    | Jerry Rawlings                       | polític, antic president de Ghana    |
| 3                                    | Kofi Awoonor                         | Escriptor i poeta                    |
| 4                                    | Peter Bossman                        | Polític i doctor                     |
| 5                                    | Ave Kludze                           | Enginyer de la NASA                  |
| 6                                    | Fiifi Fiavi Kwetey                   | Polític                              |
| 7                                    | Dzifa Ativor                         | Política i empresària                |